# 松樹剛史
松樹 剛史（まつき たけし、1977年 - ）は、静岡県出身の日本の小説家。大正大学文学部日本文学科卒業。男性。

## 経歴
2001年、騎手を主人公とした「ジョッキー」で第14回小説すばる新人賞を受賞。集英社によれば書籍は「10万部突破」、2010年から2011年にかけてはYahoo!コミックWEBマガジン「EDEN」誌上にて漫画化もされている。
2010年12月現在、小説すばるにて「シックスティーン・ビート」をシリーズ連載中。

## 著書
- ジョッキー 単行本（2001年12月） ISBN 4087745678 / 文庫（2005年1月） ISBN 4087477770
- スポーツドクター 単行本（2003年8月） ISBN 4087753247 / 文庫（2005年10月） ISBN 4087478726
- GO-ONE 文庫（2007年1月） ISBN 4087461238
- きみはジョッキー 文庫（2010年7月） ISBN 4591119734
  - きみはジョッキー 勝利へのラストスパート 文庫（2011年1月） ISBN 978-4591121375
- ソウル・オブ・フット 単行本（2010年11月） ISBN 4488024629
- エアエイジ 文庫 (2012年2月） ISBN 978-4-08-746800-7

アンソロジー
- COLORS（作品：真っ黒星のナイン）単行本（2008年4月） ISBN 4834251454 / 文庫（2009年10月） ISBN 4087464938
- Over The Wind（作品：競馬場のメサイア）単行本（2009年4月） ISBN 486176646X